# Elijio Briceño
Pour les articles homonymes, voir Briceño.
Elijio Eloy Briceño, né vers 1938 et mort le 21 mai 2016, est un homme politique et un homme d'affaires bélizien. Membre du Parti uni du peuple (PUP), Briceño représente la circonscription Orange Walk North à la Chambre des représentants du Belize et est ministre de l'Énergie et des Communications sous le Premier ministre George Cadle Price de 1979 à 1984.

## Biographie
Elijio Briceño est l'un des cinq enfants de Felipa Chan et John Briceño. Sa mère est une femme maya. Il fait ses études au St. John's College (en).
Briceño travaille comme enseignant et est président de la Belize Sugar Cane Farmers Association. Il suit son frère aîné Leopoldo (« Polo »), maire d'Orange Walk Town, dans la politique. Il siège au conseil municipal d'Orange Walk Town entre 1972 et 1975, et représente la circonscription d'Orange Walk North à l'Assemblée législative du Honduras britannique et, après l'indépendance en 1981, à la Chambre des représentants du Belize. Il participe à la construction du Orange Walk People's Stadium.
Briceño est ministre de l'énergie et des communications sous le Premier ministre George Cadle Price jusqu'à la défaite du gouvernement aux élections législatives béliziennes de 1984,. En 1999, il est nommé commissaire de la Cour suprême du Belize, ce qui l'autorise à prendre des affidavits et des déclarations ainsi qu'à interroger des témoins sur ordre spécial de la Cour.

### Condamnation
En avril 1985, Briceño est arrêté dans un hôtel de Miami par des agents de la Drug Enforcement Administration américaine (DEA). Il est ensuite inculpé de trois chefs d'accusation pour conspiration en vue d'importer des drogues illégales et d'un chef d'accusation pour « utilisation de téléphones dans le cadre d'un crime ». Il aurait négocié avec des agents infiltrés de la DEA la fourniture de 2 268 kg de marijuana par mois via Wilmington, en Caroline du Nord, pour une valeur de 175 000 dollars. Briceño se rend à Miami pour accepter un acompte de 35 000 dollars. Trois autres personnes, dont son frère Renan et son neveu Charro, sont également inculpées mais ne sont pas présentes aux États-Unis pour être poursuivies. Selon l'acte d'accusation complet, les Briceño géraient un « commerce familial de marijuana » et les agents ont été informés qu'ils « fourniraient des pistes d'atterrissage et de la marijuana et utiliseraient la police et l'armée pour éloigner nos gens »,,.
En septembre 1985, Briceño est condamné à sept ans de prison et à une amende de 50 000 dollars. En plus de la marijuana, il est accusé de conspiration en vue de la contrebande de 50 kg de cocaïne. Son avocat soutient que l'affaire était motivée par des considérations politiques et remet une pétition signée par 3 100 Béliziens demandant sa libération. Le juge William Earl Britt (en) déclare qu'il sera autorisé à purger sa peine dans une prison de basse sécurité.

### Vie privée
Briceño est surnommé « Don Joe » ou « Boss Joe ». Marié à Ramona Briceño, il a eu sept fils et trois filles, dont le premier ministre Johnny Briceño.
Briceño est mort dans un hôpital de Belize City le 21 mai 2016 à l'âge de 78 ans, après avoir été en mauvaise santé depuis un accident vasculaire cérébral survenu onze ans plus tôt,. Il est enterré au cimetière Piemonte à Orange Walk Town, après des funérailles nationales à l'église de La Inmaculada en présence du Premier ministre Dean Barrow et du gouverneur général Colville Young.